# Колоски (Джанкойський район)
Колоски́ (до 1945 року — Шоло́м-Але́йхем, крим. Şolom Aleyhem, їд. שלום־עליכם) — село Джанкойського району Автономної Республіки Крим. Населення становить 502 особи. Орган місцевого самоврядування— Цілинна сільська рада. Розташоване на півночі району.

## Географія
Колоски — село на північному заході району, у степовому Криму, на березі основного русла Північно-Кримського каналу, висота над рівнем моря — 13 м. Сусідні села: Випасне за 4,5 км на захід, Цілинне за 4 км на північний захід та Солонцеве за 2,5 км на північний схід. Відстань до райцентру — близько 25 кілометрів, найближча залізнична станція — Пахарівка (на лінії Джанкой — Армянськ) — близько 11 км.

## Історія
Село — колишня єврейська переселенська ділянка № 21, був заснована на території Джанкойського району в другій половині 1920 -х років. До 1935 року вже носила назву Шолом-Алейхем («мир вам») і була центром сільради, у селі було створено колгосп Шлях до соціалізму. Незабаром після початку німецько-радянської війни частина єврейського населення Криму була евакуйована, з решти під окупацією — більшість розстріляні. Указом Президії Верховної Ради РРФСР від 21 серпня 1945 року Шолом-Алейхем був перейменований в Колоски і Шолом-Алейхемська сільрада — в Колосківську. Сільрада була скасована, мабуть, у світлі указу Президії Верховної Ради УРСР «Про укрупнення сільських районів Кримської області», від 30 грудня 1962 року, оскільки на 1968 рік вона вже не існувала.